# ニュージャズ
ニュージャズ（nu jazz、nu-jazz、NuJazz）は、1990年代後半に新たにつくられた包括的な用語で、ジャズをもとにしてファンク、ヒップホップ、ポストロック、エレクトロニカ、フリー・インプロヴィゼーションのような他の音楽スタイルがブレンドされた音楽のことを指している。エレクトロニックジャズ (electronic jazz) 、エレクトロ・ジャズ (electro-jazz) 、イー・ジャズ (e-jazz) 、ジャズトロニカ (jazztronica) 、ジャズハウス (jazz house) 、フュージョン (phusion) （注：フュージョン (fusion) とは同音異義語でアルファベット表記が違う）、フューチャージャズ (future jazz) と呼ばれることもある。

## 概要
エレクトロニカやジャズと同様に、ニュージャズは緩やかに定義された音楽ジャンルである。そのジャンルの範囲は生楽器の演奏とジャズ・ハウスを組み合わせたようなもの（例えばフランスのサン・ジェルマン (St Germain)、ドイツのジャザノヴァ (Jazzanova)、イギリスのフィラ・ブラジリア (Fila Brazillia)らなど）から、即興のジャズ・バンド演奏と電子音楽を組み合わせたようなもの（例えばイギリスのザ・シネマティック・オーケストラ、ベルギーのフュージョン・カルチャー・ニュージャズ・インプロヴィゼーション・コレクティヴ、ノルウェーのフューチャー・ジャズ・スタイルのパイオニアであるブッゲ・ヴェッセルトフト、ジャガ・ジャジスト、ニルス・ペッター・モルヴェルらなど）まで及ぶ。
ニュージャズは一般的に、アシッドジャズ（またはグルーヴジャズ）よりもエレクトロニカに対して距離を置いた音楽であるとされ、それは初期のファンク、ソウルやR&Bに近いとされる（しかしながらグルーヴ・コレクティヴのような有名なグルーヴ・ジャズ・アーティストがその音楽スタイルの境界をぼやかしてもいる）。

## 代表的なアーティスト
アルファベット順。また、アルファベット表記のリンク先は一部を除いて他言語版のページ。

### A
- Atjazz（アットジャズ、参考：en:Martin Iveson、MySpace.com - Atjazz - UK - House / Club / Soul、オフィシャルサイト）

### B
- Beady Belle（ビーディー・ベル）
- Beanfield（ビーンフィールド、参考：en:Compost Records、MySpace.com - Beanfield - - A'cappella / Dub / Death Metal）
- Beat Assailant（ビート・アサイラント）
- Bugge Wesseltoft（ブッゲ・ヴェッセルトフト）

### C
- Cosmik Connection（参考：MySpace.com - COSMIK CONNECTION - Paris, FR - Drum & Bass / Jazz / Dub、オフィシャルサイト）

### D
- David Federmann（参考：davidfedermann.com David Federmann - Paris - Strasbourg, France - Nu-Jazz）
- De-Phazz（デ・ファズ）
- dZihan & Kamien（ジハン&カミエン）

### E
- Eivind Aarset（アイヴィン・オールセット）
- Electrod
- Erik Truffaz（エリック・トラファズ）

### F
- Fila Brazillia（フィラ・ブラジリア）
- The Five Corners Quintet（ファイブ・コーナーズ・クインテット）
- Four80East
- Franck Picci

### G
- Gerardo Frisina（ジェラルド・フリジーナ）

### J
- Jaga Jazzist（ジャガ・ジャジスト）
- Jazzanova（ジャザノヴァ）
- JeffD CLARK（参考：MySpace.com - JeffD CLARK - LYON, FR - Nu-Jazz / Jazz / Lounge、オフィシャルサイト）
- Jerome Badini
- Julien Lourau（ジュリアン・ルロまたはジュリアン・ルーロウ）
- Janek Gwizdala

### L
- Laurent de Wilde（ローラン・デ・ワイルド）
- Llorca（ロルカ、参考：MySpace.com - LLoRcA - paris, FR）
- Loungekombinat（参考：MySpace.com - Loungekombinat - Nu-Jazz / Jazz / Lounge、オフィシャルサイト）

### M
- MAS（マス）
- Micatone（ミカトーンまたはマイカトーン）
- Mo' Horizons（モ・ホライゾンズ）
- Moodorama（ムードラマ）

### N
- native
- Nerve（参考：de:Jojo Mayer、en:Jojo Mayer、JOJOMAYER.COM）
- NHX（参考：MySpace.com - NHX - Paris, FR - Electronica / Jazz）
- Nicola Conte（ニコラ・コンテ）
- Nils Petter Molvær（ニルス・ペッター・モルヴェル）
- NoJazz（ノージャズ）
- Nuspirit Helsinki（ニュースピリット・ヘルシンキ）

### O
- Ozma（参考：fr:Ozma、MySpace.com - OZMA - Strasbourg, FR - Nu-Jazz /、Info-Groupe.com Ozma groupe de musique jazz explosif !!、オフィシャルサイト）

### P
- Parov Stelar（パロヴ・ステラー）

### Q
- quasimode（クオシモード）

### R
- re:plus
- Rubin Steiner（ルービン・シュタイナー）

### S
- Sayag Jazz Machine（サヤグ・ジャズ・マシーン、参考：MySpace.com - Sayag Jazz Machine - Paris, FR - Nu-Jazz / Hip Hop / Drum & Bass、オフィシャルサイト）
- Shazz（シャズ）
- Shur-I-Kan（シュリケン、参考：MySpace.com - Shur-i-kan - West London, UK - House / IDM / Down-tempo）
- Skalpel（スカルペル）
- Stade（参考：fr:Stade (homonymie)、MySpace.com - STADE - Lasagne, CH - Electro / Hip Hop / J-POP、オフィシャルサイト）
- St Germain（サン・ジェルマン）

### T
- Tassel & Naturel（タッセル&ナチュレル、参考：fr:Alexandre Tassel、MySpace.com - Tassel&Naturel - Paris, FR - Nu-Jazz / Electronica、オフィシャルサイト）
- The Cinematic Orchestra（シネマティック・オーケストラ）
- Thievery Corporation（シーヴェリー・コーポレーション）
- Trüby Trio（トゥルービー・トリオ）

### U
- UHT°
- United Future Organization
- Uyama Hiroto（参考：en:Hydeout Productions、en:Nujabes、MySpace.com - Uyama Hiroto - JP - Hip Hop / Breakbeat / Nu-Jazz）

### W
- Wibutee（ウィブティー）
- Wise（参考：MySpace.com - WISE - FR - Nu-Jazz、オフィシャルサイト、レーベルのページ）

### Y
- Yosuke Onuma（小沼ようすけ）
- Yukimi Nagano（ユキミ・ナガノ）